# Goldwörth
Goldwörth là một đô thị thuộc huyện Urfahr-Umgebung thuộc bang Oberösterreich, Áo. Đô thị Goldwörth có diện tích 11 km², dân số thời điểm năm 2006 là 899 người.